# Lebanese Blonde
Lebanese Blonde – piosenka zespołu Thievery Corporation, wydany jako EP lub singiel 16 listopada 1998 roku. Jej tytuł nawiązuje do libańskiego haszyszu.

## Piosenka

### Historia
Tytuł piosenki, „Lebanese Blonde” nawiązuje do slangowego określenia libańskiego haszyszu. Została nagrana przez zespół Thievery Corporation i wydana przez wytwórnię 4AD jako singiel 16 listopada 1998 roku.
Później znalazła się na albumie studyjnym The Mirror Conspiracy z 2000 roku, a następnie na ścieżce dźwiękowej do filmu Powrót do Garden State z 2004 roku.

### Wydania
| 1. | Lebanese Blonde śpiew: Pamela Bricker |  |
|    |                                       |  |

| 1. | Coming From The Top            |  |
|    |                                |  |
| 2. | Lebanese Blonde (Instrumental) |  |
|    |                                |  |

| 1. | Lebanese Blonde (Original Version) śpiew: Pamela Bricker                                                       | 4:49  |
|    | |       |
| 2. | Coming From The Top                                                                                            | 4:43  |
|    | |       |
| 3. | One | 4:49  |
|    | |       |
| 4. | Lebanese Blonde (wersja francuska) tłumaczenie: Lise-Marie Trincaretto, Laurence Ullmann śpiew: Pamela Bricker | 4:47  |
|    | |       |
| 5. | Halfway Around The World śpiew:Pamela Bricker                                                                  | 3:25  |
|    | |       |
| 6. | Elise Affair                                                                                                   | 4:40  |
|    | |       |
| 7. | Encounter In Bahia                                                                                             | 6:09  |
|    | |       |
| 8. | Lebanese Blonde (Instrumental)                                                                                 | 4:53  |
|    | |       |
|    | | 38:15 |
|    | |       |

## Odbiór

### Opinie krytyków
Johna Bush z AllMusic: „'Lebanese Blonde' to kolejna wczesna atrakcja, z pełnym wdzięku wokalem Pam Bricker, oprawionym w koncertowy sitar Roba Myersa i sekcją waltorni w stylu jamajskim”.
Sputnikmusic: „Hipnotyczny utwór (...) zdoła delikatnie sklonić cię do każdego ze swoich kaprysów, utrzymując cię przez cały czas w niepewności i uśmiechu. Delikatny wokal Pam Bricker idealnie współgra z sitarem Roba Myersa, tworząc przynętę, która nigdy się nie znudzi”.
Sarah Pratt z Rolling Stone: „W pewnym klasyku [muzyki] lounge 'Lebanese Blond', naćpany, seksowny wokal Pam Bricker wciąga cię szybciej niż narkotyczne wzloty, które z lubością opisuje”.

### Listy tygodniowe
| Kraj            | Lista           | Pozycja |
| --------------- | --------------- | ------- |
| Wielka Brytania | UK Albums Chart | 96      |